# Joni Aho
Joni Aho (født 12. april 1986 i Kaarina, Finland) er en finsk tidligere fodboldspiller (forsvarer). Han tilbragte hele sin karriere i hjemlandet, hos henholdsvis Inter Turku og FC Lahti, og nåede desuden tre kampe for Finlands landshold.

## Titler
Veikkausliiga
- 2008 med Inter Turku

Suomen Cupen
- 2009 med Inter Turku